# Asociación Internacional de Rectores de Universidades
La Asociación Internacional de Rectores o Presidentes de Universidades ( en inglés: International Association of University Presidents, sigla IAUP ) es una asociación de directores ejecutivos de instituciones de educación superior de todo el mundo. Fundada en 1964 en Oxford,  la membresía está limitada a aquellas personas que se desempeñan como presidentes o rectores de universidades o colegios universitarios acreditados en cada país.
El objetivo principal es fortalecer la misión internacional y la calidad de la educación de las instituciones de educación superior en todo el mundo. 

## Descripción general
La IAUP es una organización no gubernamental que ostenta los más altos derechos de consulta ( ECOSOC ) en las Naciones Unidas y derechos de consulta formal ante la UNESCO .  Tiene su sede en la plaza de las Naciones Unidas en la ciudad de Nueva York .  Cuenta con alrededor de 120 representantes de universidades de 21 países . 
La IAUP es miembro fundador del Consorcio Universitario Mundial, una importante iniciativa de la Academia Mundial de Arte y Ciencia para diseñar un sistema universal de educación superior adaptado a las oportunidades y desafíos emergentes.
La asociación organiza una reunión de directores ejecutivos de universidades de todo el mundo cada tres años. 

## Historia
La IAUP fue fundada en 1964 por varias universidades de Estados Unidos, Corea del Sur, Puerto Rico, Filipinas y Liberia. La conferencia inaugural tuvo lugar en junio de 1965 en la ciudad de Oxford, Reino Unido, con la participación de unos 120 representantes de universidades de 21 países. A lo largo de los años, la IAUP ha contribuido a reforzar la misión internacional y la calidad de la educación de sus instituciones miembros y ha crecido hasta convertirse en una asociación de varios cientos de miembros de casi 100 países.

## Misión
La misión de la IAUP incluye proporcionar una visión mundial de la educación superior, patrocinar redes efectivas entre líderes universitarios y promover la paz y el entendimiento internacional a través de la educación . 

## Presidentes de la Asociación
- 2021-2023 Fernando León García, presidente de CETYS Universidad, México.
- 2017-2020 Kakha Shengelia, presidente de la Universidad del Cáucaso, Tiflis, Georgia.
- 2014–2017 Toyoshi Satow, presidente de la Universidad JF Oberlin, Tokio, Japón.
- 2012–2014 Neal King, presidente de la Universidad Antioch de Los Ángeles, Estados Unidos. [6]
- 2011–2012 J. Michael Adams, presidente de la Universidad Fairleigh Dickinson, Estados Unidos. [7]
- 2008–2011 Barham Madaín Ayub, rector de la Universidad Viña del Mar, Chile. [8]
- 2005–2008 Pornchai Mongkhonvanit, presidente de la Universidad de Siam, Tailandia.
- 2002–2005 Ingrid Moses, rectora de la Universidad de Camberra, Australia. [9]
- 1999–2002 Sven Caspersen, rector de la Universidad de Aalborg, Dinamarca. [10]
- 1996–1999 Donald Gerth, presidente de Universidad Estatal de Sacramento, Estados Unidos.[11]
- 1993–1996 Kan Ichi Miyaji, Japón.
- 1990–1993 Rafael Catagena, Puerto Rico.
- 1987–1990 Luis Garibay, México.[12]
- 1984–1987 Nibhond Sasidhorn, Tailandia.
- 1981–1984 Leland Miles, presidente de la Universidad de Bridgeport, Estados Unidos.
- 1974–1981 Young Seek Choue, presidente de la Universidad de Kyung Hee, Seúl, Corea del Sur.[13]
- 1971–1974 Young Seek Choue (como presidente interino), Corea del Sur.[13]
- 1971 (brevemente) Semanas de Rocheforte, Liberia.
- 1964–1971 Peter Sammartino, Estados Unidos. [14]

## Asociados
La IAUP colabora con la Asociación Estadounidense de Universidades y Colegios Públicos, el Consejo Estadounidense de Educación,  la Asociación de Universidades de la Commonwealth, la Asociación de Universidades de Asia y el Pacífico, la Academia Mundial de Arte y Ciencia, la Asociación de Universidades Europeas, la Asociación Internacional de Universidades, el Departamento de Información Pública de las Naciones Unidas, la Alianza de Investigación para el Desarrollo del Banco Mundial, la UNESCO, la Unión de Universidades Mediterráneas y Universidades de Australia .